# Avatha onerata
Avatha onerata är en fjärilsart som beskrevs av Walker 1864. Avatha onerata ingår i släktet Avatha och familjen nattflyn. Inga underarter finns listade i Catalogue of Life.